# Ian Richardson
Ian William Richardson, CBE (ur. 7 kwietnia 1934 w Edynburgu, zm. 9 lutego 2007 w Battersea) – brytyjski aktor teatralny, filmowy i telewizyjny, w latach 1960-75 związany z Royal Shakespeare Company.

## Filmografia

### Filmy fabularne
- 1967: Prześladowanie i zabójstwo Jean-Paula Marata w wykonaniu pensjonariuszy zakładu dla obłąkanych w Charenton w reżyserii Markiza de Sade jako Jean-Paul Marat
- 1968: Sen nocy letniej (A Midsummer Night’s Dream) jako Oberon
- 1972: Człowiek z La Manchy (Man of La Mancha) jako Padre
- 1983: Pies Baskerville’ów (The Hound of the Baskervilles, TV) jako Sherlock Holmes
- 1983: Znak czterech (The Sign of Four, TV) jako Sherlock Holmes
- 1985: Brazil jako pan Warrenn, nowy szef Sama Lowry przy Information Retrieval
- 1987: Czwarty protokół (The Fourth Protocol) jako sir Nigel Irvine
- 1987: Krzyk wolności (Cry Freedom) jako prokurator stanowy
- 1988: Whoops Apocalypse jako RAdm. Bendish
- 1988: Palący sekret (Burning Secret) jako ojciec Edmunda
- 1990: Rosenkrantz i Guildenstern (Rosencrantz & Guildenstern Are Dead) jako Poloniusz
- 1990: Zabić Hitlera (The Plot to Kill Hitler, TV) jako generał Beck
- 1992: Rok komety (Year of the Comet) jako sir Mason Harwood
- 1993: M. Butterfly jako ambasador Toulon
- 1996: Katarzyna Wielka (Catherine the Great, TV) jako Woroncew
- 1997: B*A*P*S jako Manley
- 1997: Incognito jako Turley (prokurator)
- 1998: Mroczne miasto (Dark City) jako pan Book
- 1998: Alicja po drugiej stronie lustra (Alice Through the Looking Glass, TV) jako Osa
- 1999: Król i ja (The King and I) jako Kralahome (głos)
- 2000: 102 dalmatyńczyki (102 Dalmatians) jako pan Torte
- 2001: Z piekła rodem (From Hell) jako Inspektor policji Sir Charles Warren
- 2004: Neron – władca imperium (Imperium: Nerone, TV) jako
- 2005: Boże Narodzenie (Joyeux Noël) jako angielski biskup
- 2005: Greyfriars Bobby (Bobby, bohaterski psiak) jako Sądzia
- 2006: Wiedźmikołaj (Hogfather) jako Śmierć (głos)
- 2007: Zakochana Jane (Becoming Jane) jako Lord Sędzia Główny Langlois Londynu

### Seriale TV
- 1979: Druciarz, krawiec, żołnierz, szpieg jako Bill Haydon
- 1981: Private Schulz jako Major Neuheim / Stanley Kemp / Gerald Melfort
- 1983: Numer 10 (Number 10) jako James Ramsay MacDonald
- 1985: Mozart – Jego życie z muzyką (Mozart – His Life with Music) jako ojciec Mozarta
- 1990: Dom z kart (House of Cards, serial BBC) jako Francis Urquhart
- 1990: Upiór w operze (The Phantom of the Opera) jako Cholet
- 1997: Nieśmiertelny jako Max Leiner
- 1993: Rozgrywając królem (To Play the King) jako Francis Urquhart
- 2004: Agatha Christie: Panna Marple jako Conway Jefferson
- 2005: Samotnia (Bleak House) jako oddźwierny